# Krupski Młyn (przystanek kolejowy)
Krupski Młyn – posterunek odgałęźny, a dawniej przystanek osobowy w miejscowości Krupski Młyn, w województwie śląskim, w powiecie tarnogórskim, w gminie Krupski Młyn, w Polsce. Został otwarty w dniu 30 września 1952 roku razem z linią kolejową z Lublińca do Gliwic. Na przystanku zatrzymywały się do 23 maja 1971 roku tylko pociągi osobowe relacji Lubliniec – Gliwice oraz Lubliniec - Katowice przez Gliwice, Zabrze. Mieścił się przy ulicy Tarnogórskiej.